# Kokumbutter

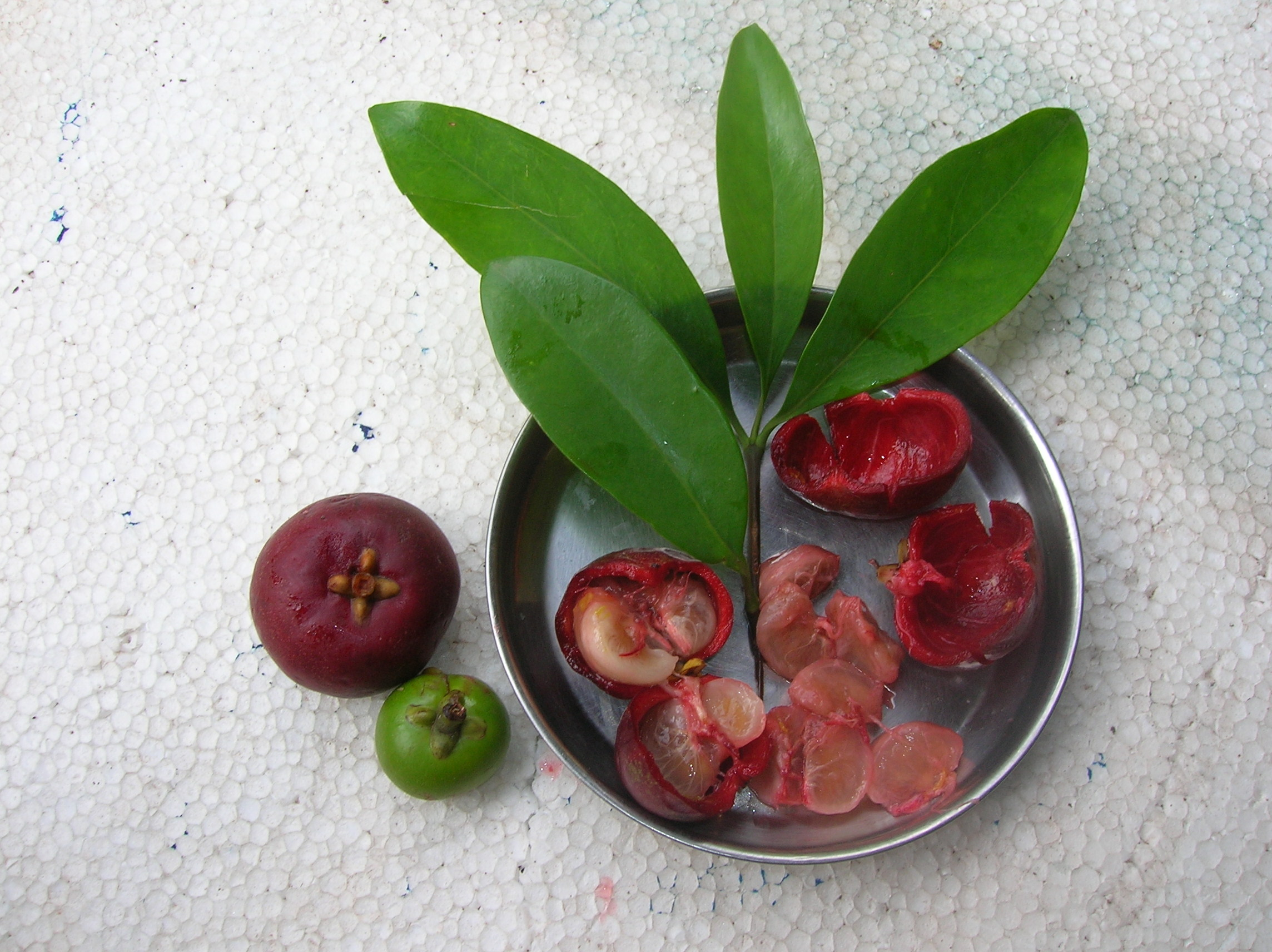
Früchte und Samen mit weiß-rötlicher Pulpe im fleischigen Perikarp von Garcinia indica

Kokumbutter oder Goabutter ist ein Pflanzenfett, das aus den Samen des Kokumbaums (Garcinia indica) gewonnen wird. Das bei Raumtemperatur feste, kristalline, relativ harte Fett hat roh, unraffiniert eine gräulich-gelbliche Farbe, einen leichten Geruch und einen milden Geschmack.
Die Triglyceride der Kokumbutter setzen sich überwiegen aus Stearin- und Ölsäure mit geringen Anteilen von Palmitin- und Linolsäure zusammen. 
Es eignet sich als Kakaobutteräquivalent und wird in der Schokoladenherstellung verwendet. Da der Schmelzbereich höher liegt als derjenige der Kakaobutter, verbessert ein Zusatz von Kokumbutter in der Schokolade deren Hitzebeständigkeit. Auch in der Pharmazie, der Kosmetik, der Industrie und als Speisefett, sowie zur Kerzen- und Seifenherstellung wird es verwendet. Weiter dient es als Butterersatz in Indien. Es kann auch als Walratersatz verwendet werden.